# PGA Golf
PGA Golf (Le Golf PGA pour la version canadienne francophone) est un jeu vidéo de golf développé par APh Technological Consulting et édité Mattel Electronics, sorti en 1980 sur la console Intellivision, sous licence de la Professional Golfers' Association of America (PGA). Il a également été publié sous le nom Golf, notamment dans sa version Sears.

## Système de jeu
Le jeu propose une simulation de partie de golf, opposant jusqu'à 4 joueurs, dans 3 modes de jeu différents, sur un parcours de 9 trous. Chaque joueur dispose de 9 types de clubs, et 3 sortes de swings.

## Développement
PGA Golf a été écrit par Scott Bishop chez APh Technological Consulting.

## Héritage
Golf est présent, émulé, dans la compilation Intellivision Lives! (en) sortie sur diverses plateformes.
Golf fait partie des jeux intégrés dans la console Intellivision Flashback, sortie en 2014.